# Akrilsav
Az akrilsav (vagy más néven propénsav) egy szerves sav, az olajsav sorozat első tagja. Képlete: CH2=CH-COOH. A legegyszerűbb telítetlen karbonsav.
Színtelen folyadék. Nevét kellemetlen, az ecetsavra emlékeztető szúrós szagáról kapta: acer latinul csípős, átható. Vízzel, alkohollal, éterrel korlátlanul elegyedik. A telítetlen kötést tartalmazó vegyületek és a karbonsavak reakcióit adja.

## Felhasználás
Fontos nyersanyaga a műanyagok gyártásának, mivel állással polimerizálódik, és megszilárdul. Az akrilsavszármazékok közül főként az akrilnitrilt, az akrilamidot és az akrilsav észtereit használják polimerek gyártására. Az akrilnitril polimerizációjakor poliakrilnitril (PAN), az akrilamid polimerizációjakor poliakrilamid keletkezik.

## Előállítása
Előállítható akroleinből vízben oldva, ezüst-oxiddal forralva.
Korábban iparilag acetilénből állították elő. Acetilénből hidrogén-cianid-addícióval akrilnitrilt állítanak elő. A vízaddíciókor először akrilnitril keletkezik, ami később akrilamiddá és akrilsavvá hidrolizál.
Egy másik ipari eljárás szerint az acetilént szénmonoxiddal és vízgőzzel reagáltatták 200 °C-on és 80 bar nyomáson, nikkel katalizátor jelenlétében.
A ´90-es évektől kezdve a propilén szelektív oxidációján alapuló módszer került előtérbe. Az egylépéses oxidációs eljárásnál igen bonyolult összetételű katalizátorokat (pl. Mo-W-Te-Sn-Co-O, Nb-W-Co-Ni-Bi-Fe-Mn-Si-Zr-O) használtak.
Jelenleg kétlépéses oxidációs eljárást alkalmaznak, melynek során a propilént akroleinné oxidálják, ezt követi az akrolein szelektív oxidációja akrilsavvá.
A jelenlegi kutatások egy olyan módszer kifejlesztésére irányulnak, amelyben a propilénnél olcsóbb propán lenne a kiinduló anyag.

## Biztonság
Az akrilsav maró hatású, irritálja a bőrt. Szemmel érintkezve károsíthatja a szaruhártyát, és irreverzibilis sérülést okozhat. Gőzeinek belégzése irritálja a légutakat, álmosságot, fejfájást okozhat. Kis mennyiség belélegzése a kellemetlen, szúrós szagú gázból még nem, vagy alig jár tünetekkel, míg nagyobb mennyiség tüdőödémát okozhat.